# Matthias Gall
Matthias Gall est un acteur américano-allemand né le 7 août 1975 à Bergisch Gladbach.

## Filmographie
- 2002 : Verbotene Liebe (série télévisée) : Stefan Schnick
- 2003 : STF (série télévisée) : Bernd
- 2006 : Freunde für immer - Das Leben ist rund (série télévisée) : Mark
- 2006-2007 : Le Destin de Bruno (série télévisée) : Stan Lindbergh
- 2008 : Die Treue-Testerin - Spezialauftrag Liebe (TV) : Holger Glowalla
- 2010 : Call-girl Undercover (Callgirl Undercover) (TV) : Peer Heindorff
- 2011 : Alerte Cobra (série télévisée) : Sascha Tobinsky
- 2015 : Homeland (série télévisée)